# رولاند برگر
رولند برگر (انگلیسی: Roland Berger) شرکت خدمات حرفه‌ای آلمانی است، که در سال ۱۹۶۷ تأسیس شد.
رولند برگر یک شرکت مشاوره استراتژی جهانی است که دفتر مرکزی آن در مونیخ، آلمان قرار دارد. این شرکت در سال ۱۹۶۷ تأسیس شد و از آن زمان حضور جهانی خود را تثبیت کرده است. در حال حاضر، رولند برگر حدود ۳۵۰۰ نفر را در بیش از ۵۰ مکان استخدام می‌کند. در سال ۲۰۲۳، این شرکت درآمدی بالغ بر یک میلیارد یورو کسب کرد. این شرکت مشاوره‌ای کاملاً متعلق به شرکای آن است.
این شرکت یک شرکت مشاوره‌ای تمام‌عیار برای همه صنایع و عملکردهای مدیریتی است، با تمرکز ویژه بر بهینه‌سازی فرآیندهای عملیاتی و تحول‌آفرین، بازسازی و سازماندهی مجدد، مشاوره تراکنش، دیجیتالی شدن و پایداری. مشتریان آن شامل شرکت‌های بزرگ صنعتی و خدماتی و همچنین بخش دولتی هستند.